# Bibliografía sobre Hillary Rodham Clinton
Esta es una lista de libros y artículos académicos por y sobre Hillary Clinton, así como columnas escritas por ella.
Los libros están separados por puntos de vista. No se incluyen las columnas sobre Clinton, ya que serían demasiado numerosas como para enumerarlas.

## Libros

### Por Clinton
- Clinton, Hillary Rodham (1996). Es labor de todos: Dejemos que los niños nos enseñen. Simon & Schuster. ISBN 0-684-82545-7.
- Clinton, Hillary Rodham (1998). Dear Socks, Dear Buddy: Kids' Letters to the First Pets. Simon & Schuster. ISBN 0-684-85778-2.
- Clinton, Hillary Rodham (2000). An Invitation to the White House: At Home with History. Simon & Schuster. ISBN 0-684-85799-5.
- Clinton, Hillary Rodham (2003). Historia viva. Simon & Schuster. ISBN 978-0743222242.
- Clinton, Hillary Rodham (2014). Decisiones difíciles.  Con los escritores fantasma Dan Schwerin, Ethan Gelber, y Ted Widmer,[1][2] Simon & Schuster. ISBN 978-1476751443
- Clinton, Hillary; Kaine, Tim (2016). Stronger Together. Simon & Schuster. ISBN 978-1501161735.
- Clinton, Hillary Rodham (2017). What Happened. Simon & Schuster. ISBN 978-1501175565.

### Pro-Clinton
- Blumenthal, Sidney. The Clinton Wars. Farrar, Straus and Giroux, 2003. ISBN 0-374-12502-3.
- Bordo, Susan. The Destruction of Hillary Clinton. Melville House, 2017.
- Brock, David. Killing the Messenger: The Right-Wing Plot to Derail Hillary and Hijack Your Government. Twelve, 2015. ISBN 1-4555-3376-9.
- Casey, Wilson. 101 Reasons to Vote FOR Hillary. Skyhorse Publishing, 2016. ISBN 978-1634505789.
- Clinton, Bill. Mi vida. Knopf, 2004. ISBN 0-375-41457-6.
- Clinton Websites: Five Official Archived White House Websites from 1993 through 2001 (CD-ROM set). Core Federal Information Series, 2002. ISBN 1-59248-061-6.
- Conason, Joe and Lyons, Gene. The Hunting of the President: The Ten-Year Campaign to Destroy Bill and Hillary Clinton. St. Martin's Press, 2000. ISBN 0-684-83451-0.
- Estrich, Susan. The Case for Hillary Clinton. HarperCollins, 2005. ISBN 0-06-083988-0.
- Finlay, Anita. Dirty Words on Clean Skin: Sexism and Sabotage, a Hillary Supporter's Rude Awakening. Golden Middleway Books, 2012. ISBN 978-0615615066.
- Halley, Patrick. On the Road With Hillary: A Behind-the-Scenes Look at the Journey from Arkansas to the U.S. Senate. Viking Adult, 2002. ISBN 978-0670031115.
- Osborne, Claire G. (ed.) The Unique Voice of Hillary Rodham Clinton: A Portrait in Her Own Words. Avon Books, 1997. ISBN 978-0380974160.
- Shambaugh, Rebecca. Leadership Secrets of Hillary Clinton. McGraw-Hill, 2010. ISBN 978-0071664172.
- Tomasky, Michael. Hillary's Turn: Inside Her Improbable, Victorious Senate Campaign. Free Press, 2001. ISBN 0-684-87302-8.

### Anti-Clinton
- Aldrich, Gary. Unlimited Access: An FBI Agent Inside the Clinton White House. Regnery Publishing, 1996. ISBN 0-89526-454-4.
- American Conservative Union. Hillary Rodham Clinton: What Every American Should Know. Green Hill Publishing, 2005. ISBN 0-89803-164-8.
- Andersen, Christopher. Bill and Hillary: The Marriage. William Morrow, 1999. ISBN 0-688-16755-1.
- Andersen, Christopher, American Evita: Hillary Clinton's Path to Power. HarperCollins, 2004. ISBN 0-06-056254-4.
- Boswell, John, The Unshredded Files of Hillary and Bill Clinton. Broadway, 1996. ISBN 0-553-06763-X.
- Bozell, L. Brent with Tim Graham. Whitewash: How the News Media Are Paving Hillary Clinton's Path to the Presidency. Crown Forum, 2007. ISBN 0-307-34020-1.
- Buchanan, Bay, The Extreme Makeover of Hillary (Rodham) Clinton. Regnery Publishing, 2007. ISBN 978-1596985070.
- Carpenter, Amanda B.. The Vast Right-Wing Conspiracy's Dossier on Hillary Clinton. Regnery Publishing, 2006. ISBN 1-59698-014-1.
- Goldberg, Jonah, Liberal Fascism: The Totalitarian Temptation from Mussolini to Hillary Clinton. Doubleday, 2007. ISBN 0-385-51184-1.
- Horowitz, David and Poe, Richard. The Shadow Party : How Hillary Clinton, George Soros, and the Sixties Left Took Over the Democratic Party. Nelson Current, 2006. ISBN 1-59555-044-5.
- Klein, Edward. The Truth About Hillary: What She Knew, When She Knew It, and How Far She'll Go to Become President. Penguin, 2005. ISBN 1-59523-006-8.
- Kuiper, Thomas. I've Always Been a Yankees Fan: Hillary Clinton in Her Own Words. World Ahead Publishing, 2006. ISBN 0-9746701-8-9.
- LeBorts, George and Wojciech Wilk (illus.), The Very Unofficial Hillary Clinton Coloring Book. Strobooks, 2007. ISBN 978-0979493706.
- Limbacher, Carl. Hillary's Scheme: Inside the Next Clinton's Ruthless Agenda to Take the White House. Crown Publishing, 2003. ISBN 0-7615-3115-7.
- Milton, Joyce. The First Partner: Hillary Rodham Clinton. William Morrow and Company, 1999. ISBN 0-688-15501-4.
- Morris, Dick. Rewriting History. HarperCollins, 2004. ISBN 0-06-073668-2.
- Morris, Dick and McGann, Eileen. Condi vs. Hillary : The Next Great Presidential Race. HarperCollins, 2005. ISBN 0-06-083913-9.
- Noonan, Peggy. The Case Against Hillary Clinton. HarperCollins, 2000. ISBN 0-06-039340-8 .
- Olson, Barbara. Hell to Pay: The Unfolding Story of Hillary Rodham Clinton. Regnery Publishing, 1999. ISBN 0-89526-197-9.
- Podhoretz, John. Can She Be Stopped? : Hillary Clinton Will Be the Next President of the United States Unless .... Crown Publishing, 2006. ISBN 0-307-33730-8.
- Poe, Richard. Hillary's Secret War: The Clinton Conspiracy to Muzzle Internet Journalists. Nelson Current, 2004. ISBN 0-7852-6013-7.
- Regan, Turk. The Hillary Clinton Voodoo Kit: Stick It to Her, Before She Sticks It to You!. Running Press Book Publishers, 2007. ISBN 0-7624-2965-8.
- Tyrrell, R. Emmett and Davis, Mark. Madame Hillary: The Dark Road to the White House. Regnery Publishing, 2004. ISBN 0-89526-067-0.
- Willey, Kathleen. Target: Caught in the Crosshairs of Bill and Hillary Clinton. WND Books, 2007. ISBN 0-9746701-6-2.

### En su mayoría neutral
- Berman, Ari. "The Strategic Class" The Nation 29 de agosto de 2005.
- Bernstein, Carl. A Woman in Charge: The Life of Hillary Rodham Clinton. Knopf, 2007. ISBN 978-0375407666.
- Bowen, Michael. HILLARY! : How America's First Woman President Won The White House. Branden Books, 2003. ISBN 0-8283-2081-0.
- Brock, David, The Seduction of Hillary Rodham. Simon & Schuster, 1996. ISBN 0-684-83451-0.
- Chafe, William H., Bill and Hillary: The Politics of the Personal. Farrar, Straus and Giroux, 2012. ISBN 0-8090-9465-7.
- Flaherty, Peter and Flaherty, Timothy. The First Lady: A Comprehensive View of Hillary Rodham Clinton. Huntington House, 1996. ISBN 1-56384-119-3.
- Flinn, Susan (ed.). Speaking of Hillary: A Reader's Guide to the Most Controversial Woman in America. White Cloud Press, 2000. ISBN 1-883991-34-X.
- Gutgold, Nichola D.. Almost Madam President: Why Hillary Clinton 'Won' in 2008. Lexington Books, 2009. ISBN 0739133713.
- Gerth, Jeff and Van Natta Jr., Don. Her Way: The Hopes and Ambitions of Hillary Rodham Clinton. Little, Brown and Co., 2007. ISBN 978-0316017428.
- Harpaz, Beth. The Girls in the Van: Covering Hillary. Thomas Dunne Books, 2001. ISBN 0-312-28126-9.
- Heilemann, John and Halperin, Mark. Game Change: Obama and the Clintons, McCain and Palin, and the Race of a Lifetime. HarperCollins, 2010. ISBN 0061733636.
- King, Norman. Hillary: Her True Story. Carol Publishing, 1993. ISBN 1-55972-187-1.
- Kornblut, Anne E. Notes from the Cracked Ceiling: Hillary Clinton, Sarah Palin, and What It Will Take for a Woman to Win. Crown Books, 2009. ISBN 0307464253.
- Lawrence, Regina G. and Rose, Melody. Hillary Clinton's Race for the White House: Gender Politics and the Media on the Campaign Trail. Lynne Rienner Publishers, 2009. ISBN 1588266958.
- Maraniss, David. First In His Class: A Biography of Bill Clinton. Simon & Schuster, 1995. ISBN 0-671-87109-9.
- Morris, Roger. Partners in Power: The Clintons and Their America. Henry Holt, 1996. ISBN 0-8050-2804-8.
- Morrison, Susan (ed.). Thirty Ways of Looking at Hillary: Reflections by Women Writers. HarperCollins, 2008. ISBN 0-061-45593-8.
- Mueller, James E. Tag Teaming the Press: How Bill and Hillary Clinton Work Together to Handle the Media. Rowman & Littlefield, 2008. ISBN 978-0742555488.
- Nelson, Rex and Martin, Philip. The Hillary Factor: The Story of America's First Lady. Gallen Publishing, 1993. ISBN 0963647717.
- Oppenheimer, Jerry. State of a Union: Inside the Complex Marriage of Bill and Hillary Clinton. HarperCollins, 2000. ISBN 0-06-019392-1.
- Osborne, Claire G.. The Unique Voice of Hillary Rodham Clinton: A Portrait in Her Own Words. Avon Books, 1997. ISBN 0-380-97416-9.
- Radcliffe, Donnie. Hillary Rodham Clinton : A First Lady for Our Time. Warner Books, 1993. ISBN 0-446-51766-6.
- Sanchez, Leslie. You've Come a Long Way, Maybe: Sarah, Michelle, Hillary, and the Shaping of the New American Woman . Palgrave Macmillan, 2009. ISBN 0230618162.
- Sheehy, Gail. Hillary's Choice. Random House, 1999. ISBN 0-375-50344-7.
- Smith, Sally Bedell. For Love of Politics: Bill and Hillary Clinton: The White House Years. Random House, 2007. ISBN 1400063248.
- Warner, Judith. Hillary Clinton: The Inside Story (revised and updated). Signet, 1999. ISBN 0-451-19895-6.

## Estudios académicos

### Por Clinton
- Rodham, Hillary. "There Is Only The Fight...": An Analysis of the Alinsky Model. Senior honors thesis, Wellesley College, 1969. Available at the college archives.
- Rodham, Hillary (1973). «Children Under the Law». Harvard Educational Review 43 (4): 487-514. Reprinted in (eds.) Rochelle Beck, Heather Bastow Weiss, The Rights of Children, Harvard Educational Review Reprint Series, n.º 9, 1974, pp. 1-28.
- Rodham, Hillary. "Children's Policies: Abandonment and Neglect". Yale Law Journal, Vol. 86, n.º 7 (June 1977), pp. 1522-1531.
- Rodham, Hillary. "Children's Rights: A Legal Perspective", in (eds.) Patricia A. Vardin, Ilene N. Brody, Children's Rights: Contemporary Perspectives, Teacher's College Press, 1979. pp. 21-36.

### Por otros
- Anderson, Karrin Vasby. "Hillary Rodham Clinton as 'Madonna': The Role of Metaphor and Oxymoron in Image Restoration". Women's Studies in Communication, Vol. 25, 2002.
- Bostdorff, Denise M. "Hillary Rodham Clinton and Elizabeth Dole as Running 'Mates' in the 1996 Campaign: Parallels in the Rhetorical Constraints of First Ladies and Vice Presidents" in Robert E. Denton Jr., ed., The 1996 Presidential Campaign: A Communication Perspective, pp. 199-228. Praeger, 1998. ISBN 0-2759-5681-4.
- Burrell, Barbara . Public Opinion, the First Ladyship, and Hillary Rodham Clinton (2nd Ed). Taylor & Francis, 2001. ISBN 0-8153-3599-7.
- Burrell, Barbara C. "The Office of the First Lady and Public Policymaking" in MaryAnne Borrelli and Janet M. Martin, eds. The Other Elites: Women, Politics, and Power in the Executive Branch, pp. 169-88. Rienner, 1997. ISBN 1-55587-658-7.
- Cohen, Jeffrey E. "The Polls: Public Favorability toward the First Lady, 1993-1999" Presidential Studies Quarterly. Volume: 30. Issue: 3. 2000, pp. 575.
- Gutgold, Nichola D.. Almost Madam President: Why Hillary Clinton 'Won' in 2008. Lexington Books, 2009. ISBN 0739133713.
- Holloway, Rachel L. "The Clintons and the Health Care Crisis: Opportunity Lost, Promise Unfulfilled" in Robert E. Denton Jr. and Rachel L. Holloway, eds. The Clinton Presidency: Images, Issues, and Communication Strategies, pp. 159-88. Praeger, 1996. ISBN 0-2759-5110-3.
- Kellerman, Barbara. "The Enabler," Presidential Studies Quarterly Volume: 28. Issue: 4. 1998, pp. 887-893.
- Kelley, Colleen Elizabeth. The Rhetoric of First Lady Hillary Rodham Clinton: Crisis Management Discourse. Greenwood Publishing, 2001. ISBN 0-275-96695-X.
- Muir, Janette Kenner and Lisa M. Benitez, "Redefining the Role of the First Lady: The Rhetorical Style of Hillary Rodham Clinton" in Robert E. Denton Jr. and Rachel L. Holloway, eds. The Clinton Presidency: Images, Issues, and Communication Strategies, pp. 139-58. Praeger, 1996. ISBN 0-2759-5110-3.
- Troy, Gil. Affairs of State: The Rise and Rejection of the Presidential Couple Since World War II Free Press, 1997. ISBN 0-6848-2820-0.
- Troy, Gil. Hillary Rodham Clinton: Polarizing First Lady. University Press of Kansas, 2006. ISBN 0-7006-1488-5.

## Niños y juvenil
- Abrams, Dennis. Hillary Rodham Clinton: Politician. Chelsea House Publications, 2009. ISBN 1604130776.
- Armstrong, Jennifer. Bill and Hillary: Working Together in the White House. Sagebrush, 1999. ISBN 0613099575.
- Ashby, Ruth. Bill & Hillary Rodham Clinton. World Almanac Library, 2005. ISBN 0836857569.
- Bach, Julie. Hillary Rodham Clinton. Abdo Publishing, 1993. ISBN 1562392212 .
- Bailey, Neal and Howe, Ryan (Illus.) Hillary Clinton (Female Force). Bluewater Productions, 2009. ISBN 1427638861.
- Boyd, Aaron. First Lady: The Story of Hillary Rodham Clinton. Morgan Reynolds Publishing, 1994. ISBN 1883846021.
- Burgan, Michael. Hillary Rodham Clinton: First Lady And Senator. Compass Point Books, 2008. ISBN 0756515882.
- Burlingame, Jeff. Hillary Clinton: A Life in Politics. Enslow Publishers, 2008. ISBN 0766028925.
- Driscoll, Laura. Hillary Clinton: An American Journey. Grosset & Dunlap, 2008. ISBN 0448447872.
- Eagan, Jill. Hillary Rodham Clinton. Gareth Stevens Publishers, 2010. ISBN 1433921889.
- Epstein, Dwayne. Hillary Clinton. Lucent Books, 2007. ISBN 1420500317.
- Freedman, Jeri. Hillary Rodham Clinton: Profile of a Leading Democrat. Rosen Publishing Group, 2007. ISBN 1404219102.
- Freedman, Jeri. Hillary Rodham Clinton. ReadHowYouWant, 2008. ISBN 1427091528.
- Greenberg, Keith Elliot and Harston, Jerry (Illus.) Bill & Hillary: Working Together in the White House. Blackbirch Press, 1994. ISBN 1567110673.
- Guernsey, Joann Bren. Hillary Rodham Clinton: A New Kind of First Lady. Lerner Publishing Group, 1993. ISBN 0822523728.
- Guernsey, Joann Bren. Hillary Rodham Clinton. First Avenue Editions, 2005. ISBN 082259613X.
- Guernsey, Joann Bren. Hillary Rodham Clinton: Secretary of State. Twenty-First Century Books, 2010. ISBN 0761351221.
- Gullo, Jim. The Importance Of Hillary Rodham Clinton. Lucent Books, 2003. ISBN 159018310X.
- Kent, Deborah. Hillary Rodham Clinton: 1947. Children's Press, 1999. ISBN 0516206443.
- Kozar, Richard. Hillary Rodham Clinton. Chelsea House Publications, 1998. ISBN 079104713X.
- Krull, Kathleen and Bates, Amy June (Illus.) Hillary Rodham Clinton: Dreams Taking Flight. Simon & Schuster Children's Publishing, 2008. ISBN 1416971297.
- Levert, Suzanne. Hillary Rodham Clinton. Topeka Bindery, 1999. ISBN 0785732365.
- Levy, Dena B. Hillary Clinton : A Biography. Greenwood Press, 2008. ISBN 0313339158.
- Loewen, Nancy. Hillary Rodham Clinton. Creative Education, 1998. ISBN 0886826365.
- Maida, Jerome. Political Power: Hillary Rodham Clinton. Bluewater Productions, 2011. ISBN 1450744338.
- Mattern, Joanne. Hillary Rodham Clinton. Checkerboard Books, 2007. ISBN 1599287927.
- Milton, Joyce. The Story of Hillary Rodham Clinton. Yearling, 1994. ISBN 0440409667.
- Ryan Jr., Bernard. Hillary Rodham Clinton: First Lady and Senator. Ferguson Publishing Company, 2004. ISBN 0816055440.
- Sherrow, Victoria. Hillary Rodham Clinton. Dillon Press, 1993. ISBN 0875186211.
- Spain, Valerie. Meet Hillary Rodham Clinton. Random House Books for Young Readers, 1994. ISBN 0679950893.
- Stacey, T. J. Hillary Rodham Clinton: Activist First Lady. Enslow Publishers, 1994. ISBN 089490583X.
- Tracy, Kathleen. The Historic Fight for the 2008 Democratic Presidential Nomination: The Clinton View. Mitchell Lane Publishers, 2009. ISBN 1584157311.
- Wagner, Heather Lehr. Hillary Rodham Clinton. Chelsea House Publications, 2004. ISBN 0791077357.
- Wheeler, Jill C. Hillary Rodham Clinton. ABDO & Daughters, 2002. ISBN 1577657411.

## Columnas escritas por Clinton
- Complete collection of Hillary Clinton's "Talking It Over" newspaper columns, written for Creators Syndicate from 1995-2000.[3]